# Mobile Suit Gundam
Mobile Suit Gundam (jap. 機動戦士ガンダム Kidō Senshi Gandamu, auch Mobile Soldier Gundam, Mobile Suit Gundam 0079 oder First Gundam) ist eine Military-Science-Fiction- und Mecha-Anime-Serie. Produziert wurde die Serie vom Studio Sunrise unter der Regie von Yoshiyuki Tomino. Die Erstausstrahlung fand bei Nagoya Broadcasting Network am 7. April 1979 statt und endete am 26. Januar 1980 nach 43 Folgen.
Die Serie handelt vom 15-Jährigen Protagonisten Amuro Ray, Pilot des neu entwickelten Kampfroboters RX-78-2 Gundam, und seinen Kameraden auf dem Raumschiff White Base die wichtiger Teil eines Interplanetaren Unabhängigkeitskrieg werden. Die Handlung ist als Fortsetzungsgeschichte, als Space Opera, erzählt.
1981 wurde die Serie in drei Filme geschnitten und ins Kino gebracht. 1985 folgte die erste Fortsetzung unter dem Titel Mobile Suit Zeta Gundam. Bis heute wird das Gundam-Franchise in Fortsetzungen und Spin-offs weitergeführt.

## Handlung
Mobile Suit Gundam spielt 79 Jahre nachdem die Menschheit den Weltraum besiedelt hat. Ein Großteil der Menschen lebt ab von der Erde in O’Neill-Zylindern. Eine dieser Kolonien, das Herzogtum Zeon fängt einen Krieg mit der Erdenregierung, der Föderation, an. Ziel ist die Unabhängigkeit. Die Schlachten werden von Kampfrobotern, sogenannte Mobile Suits, ausgetragen.
Um den Krieg für ihre Seite zu wenden, entwickelt die Föderation im Geheimen eine neuen, stärkeren Mobile Suit, den RX-78 Gundam in einer eigentlich neutralen Weltraumkolonie. Die Pläne werden von Zeon aufgedeckt und es kommt zu einem Angriff auf die Kolonie. Deren Bewohner flüchten auf das Raumschiff White Base und machen sich auf den Weg zur Erde. Mit ihnen der Gundam, der jetzt vom 15-jährigen Amuro Ray gesteuert wird. Der Rest der Crew der White Base setzt sich aus Zivilisten und niederrangigen Militärs zusammen, darunter Bright Noa, Kapitän der White Base, Steuerfrau Mirai Yashima, die geheimnisvolle Sayla Mass, und Amuros Kindheitsfreundin Faw Bow. Ihnen Gegenüber das Militär Zeons, mit dem „Roten Komet“ Asspilot Char Aznable an der Spitze.
Im Laufe der Handlung gelangt die Crew der White Base an verschiedene Fronten des Krieges. Sie werden Zeuge von Intrigen der Herrschenden und zwischenmenschlichen Dramen an der Front. Anfangs eine zusammengewürfelte Gruppe wachsen sie an den Herausforderungen und werden immer Kriegsentscheidender. Gegen Ende der Serie entpuppen sich mehrere Figuren als Esper, sogenannte „Newtypes“, durch deren besondere Fähigkeit der Krieg endlich beendet werden kann.

## Veröffentlichungen
Zusätzlich zur Fernsehserie erschien von 1979 bis 1980 eine Version der Geschichte als Manga, die insgesamt zwei Bände umfasst und von Akita Shoten verlegt wurde. Neben der Ausstrahlung im japanischen Fernsehen gelangte die Serie auch nach Italien und in die USA.
Später wurde die Serie zusammengefasst und leicht überarbeitet in Form von drei Kinofilmen neu veröffentlicht. Bandai kündigte an, diese Kinofilme auf DVD zu veröffentlichen. Die für den 21. Dezember 2007 angekündigte Veröffentlichung wird dabei den Original-Ton in der Mono-Abmischung enthalten, während das Bildmaterial neu eingelesen wurde und nun ein HD-Master als Quelle für die Verarbeitung dient.

## Erfolg und Nachwirkungen
Mobile Suit Gundam war zunächst wenig erfolgreich und erreichte nur etwa 5 % Einschaltquote. Doch entstand eine ausreichende Fangemeinde, um dem Filmzusammenschnitt und Wiederholungen eine Quote von 15 % zu bescheren, sodass weitere Serien zum Franchise folgten.
1979 und 1980 war Gundam war der erste Anime der mit dem Anime Grad Prix der Zeitschrift Animage ausgezeichnet wurde.
1985 wurde die Geschichte mit Zeta Gundam fortgesetzt. Mehrere Fortsetzungen, OVAs und Spin-offs folgten. Seither erscheinen regelmäßig neue Einträge ins Gundam-Universum. Gundam zählt heute als eines der der größten Science-Fiction-Franchises.
Zum 30. Geburtstag der Serie wurde 2009 in der Präfektur Shizuoka eine Figur des RX-78-2 in Originalgröße aufgestellt. Die Statue war 18 m hoch. Sie wurde im März 2011 durch eine Statue des Unicorn Gundam ersetzt. Eine zweite lebensgroße Statue des Gundams wurde 2020 in Yokohama enthüllt. Im Gegensatz zu ihrem Vorgänger ist diese zu begrenzten Bewegungen fähig.
Neben Erfolg und Nachwirkungen durch das eigene Franchise wirkte der Anime auch in anderen Serien nach. Er gehörte zu den ersten, in dem die Technik der Mechas realistischer dargestellt und mit Begründungen für Technik und Kampfeinsatz unterlegt wurde. Dieses Bemühen um Glaubwürdigkeit fand in Folge auch bei anderen Serien Einzug.